# Ахайотар
Ахайотар (цез. Ахай-отар)— кутан колхоза имени М.Дахадаева Бежтинского участка Дагестана, расположенный в Бабаюртовском районе. Подчинен сельскому поселению Сельсовет «Качалайский». Бывший хутор Бабаюртовского сельсовета Бабаюртовского района. В 1940 году все население переселено в село Кара-Тюбе, а хутор ликвидирован.

## Географическое положение
Расположено на территории Бабаюртовского района, в 6 км к северо-востоку от села Бабаюрт на Бабаюртовском канале.

## История
По данным на 1926 год хутор Ахай-Отар состоял из 18 хозяйств и входил в состав Баба-Юртовского сельсовета Баба-Юртовского района.. По данным на 1939 год хутор являлся отделением колхоза имени Андреева села Кара-Тюбе. На основании постановления СНК ДАССР от 14 августа 1939 г. «О сселении хуторских населённых пунктов колхозов Бабаюртовского района в их основные населённые пункты» все население хуторов имени Фрунзе и Ахай-отар было предложено переселить на центральную усадьбу колхоза в село Кара-Тюбе.
В 1950-е годы бывший хутор был передан под земли отгонного животноводства колхоза имени М. Дахадаева села Мокок Цунтинского района.
Кутан не имеет официального статуса населённого пункта. В 2005 году кутан был «легализован» и включен в состав Бежтинского сельсовета первой принятой редакцией закона «О статусе и границах муниципальных образований Республики Дагестан» принят Народным Собранием Республики Дагестан 28 декабря 2004 года. Но уже в 2006 году законом О внесении изменений в Закон Республики Дагестан «О статусе и границах муниципальных образований Республики Дагестан» от 30 ноября 2006 года № 60 кутан был лишен официального статуса.

## Население
По данным переписи 1926 года на хуторе проживало 72 человека (39 мужчин и 33 женщины), в том числе кумыки составляли 77 % населения, чеченцы — 18 %, ногайцы — 5 %.
По данным на начало 1939 года на хуторе проживал 120 человек, в том числе 58 мужчин и 62 женщины.
В 1959 году на кутане проживало 68 человек, все аварцы